# Łokomotyw Charków
Łokomotyw Charków (ukr. Футбольний клуб «Локомотив» Харків, Futbolnyj Kłub "Łokomotyw" Charkiw) – ukraiński klub piłkarski z siedzibą w Charkowie.

## Historia
Chronologia nazw:
- 1923: Czerwonyj Zaliznycznyk Charków (ukr. «Червоний залізничник» (ПЗ) Харків, ros. «Красный железнодорожник» (ЮЖД) Харьков)
- 1927: Żełdor Charków (ukr. «Желдор» Харків, ros. «Желдор» Харьков)
- 1929: Zaliznycznyky Charków (ukr. «Залізничники» Харків, ros. «Железнодорожники» Харьков)
- 1936: Łokomotyw Charków (ukr. «Локомотив» Харків, ros. «Локомотив» Харьков)

Piłkarska drużyna Łokomotyw została założona 13 maja 1923 roku w mieście Charków. W 1927 roku klub zmienił nazwę na Żełdor, w 1929 na Zaliznycznyky, a w 1936 przyjął obecną nazwę Łokomotyw.
W 1945 debiutował w Drugiej Grupie Mistrzostw ZSRR, w której zajął 8 miejsce. W 1947 w strefie Ukraińskiej zajął pierwsze, a w turnieju finałowym trzecie miejsce, jakie dało awans do Grupy A. Jednak w sezonie 1948 ligę skrócono do 14 drużyn, a 16 drużyn, w tym Łokomotyw, rozpoczęły rozgrywki w lidze niżej. Również w 1948 Łokomotyw potwierdził miano najmocniejszej drużyny ligi, wygrywając turniej finałowy i ponownie awansując do Pierwszej Grupy.
W 1950 zajął 16 miejsce w Klasie A i spadł do Klasy B. Po dwóch sezonach zwyciężył w Klasie B i w 1953 powrócił do Klasy A.
W 1954 zajął 12 miejsce w Klasie A i spadł z powrotem do Klasy B, w której w 1955 zajął 9 miejsce, jednak w następnym 1956 już nie przystąpił do rozgrywek na szczeblu profesjonalnym. Klub został rozformowany. Najlepsze piłkarze przeszli do klubu Awanhard Charków, który zajął miejsce Łokomotywu w rozgrywkach piłkarskich.

## Sukcesy
- 9 miejsce w Klasie A ZSRR:

1953
- 1/4 finału Pucharu ZSRR:

1948